# Quriate-Chemoná
Quriate-Chemoná (português brasileiro) ou Qiryat Shmona (português europeu) (em hebraico: קִרְיַת שְׁמוֹנָה; romaniz.: Kiryat Shmona; lit. Cidade dos Oito) é uma cidade na Galileia, no norte de Israel, perto da fronteira libanesa. Durante a ocupação israelense do Líbano, sofreu bombardamentos do lado libanês.

## Geminações
Kiryat Shmona possui as seguintes cidades-gémeas:
- Nancy, França (1984)
- Memmingen, Alemanha (2009)